# 二苯胺
二苯胺，化学式(C6H5)2NH，纯品为白色单斜片状结晶，但常因氧化而发黄。有毒。

## 制备
通过苯胺在加热和氧化物催化下，缩合放出氨制备：
{\displaystyle {\ce {2 C6H5NH2 -> (C6H5)2NH + NH3}}}

## 性质
白色单斜片状结晶，易溶于苯、丙酮、四氯化碳和乙酸乙酯，溶于乙醚、乙醇、石油醚和冰醋酸。有弱碱性，与强酸作用生成可溶于水的盐。Kb值为10-14。

## 用途
在橡胶和水果工业中用作抗氧化剂。也用作染料中间体。与硫反应，环化为吩噻嗪，后者是很多药物的合成前体：
{\displaystyle {\ce {(C6H5)2NH + 2 S -> S(C6H4)2NH + H2S}}}
与碘作用，环化为咔唑：
{\displaystyle {\ce {(C6H5)2NH + I2 -> (C6H4)2NH + 2 HI}}}
与碘苯偶联，生成三苯胺。
二苯胺也是用于检验DNA的试剂。它与DNA水浴加热生成蓝色物质。（参见DNA提取）